# Лопате
Лопате (на македонска литературна норма: Лопате; на албански: Llopati) е село в Северна Македония, в община Куманово.

## География
Селото е разположено в котловината Жеглигово на четири километра западно от общинския център Куманово на десния бряг на Липковската река.

## История
В центъра на селото има останки от стар турски хамам. Край него е открито Лопатското неолитно селище.
В края на XIX век Лопате е албанско село в Кумановска каза на Османската империя. Според статистиката на Васил Кънчов („Македония. Етнография и статистика“) от 1900 година Лопате е село, населявано от 400 жители арнаути мохамедани и 72 цигани.
Според патриаршеския митрополит Фирмилиан в 1902 година в Лопата има 16 сръбски патриаршистки къщи. По данни на секретаря на Българската екзархия Димитър Мишев („La Macédoine et sa Population Chrétienne“) в 1905 година християнското население на Лопате се състои от 90 цигани.
По време на българското управление на Вардарска Македония през Първата световна война Лопати е част от Опайска община в Кумановска околия и има 388 жители.
В 1994 година жителите на селото са 2320, от които 1763 албанци, 473 северномакедонци, 74 сърби и 10 други. Според преброяването от 2002 година селото има 2448 жители.
| Националност     | Всичко |
| северномакедонци | 478    |
| албанци          | 1886   |
| турци            | 0      |
| роми             | 0      |
| власи            | 0      |
| сърби            | 80     |
| бошняци          | 0      |
| други            | 4      |